# Hantan
Der Hantan ist ein Fluss in Südkorea. Er durchfließt die Provinzen Gangwon-do und Gyeonggi-do. 
Er ist ein linker Nebenfluss des Imjin, welcher in den Hangang fließt, welcher wiederum in das Gelbe Meer mündet. Der Hantan ist beliebt für Wildwasserfahrten (Rafting).

## Geschichte
Das Hantaan-Virus wurde während des Koreakrieges im Gebiet des Hantan-Flusses von Lee Ho-wang identifiziert. Seine ursprünglichen Publikationen, in welchen der Flussname als „Hantaan“ bezeichnet wurde, führten zu dem Namen Hantaan-Virus beziehungsweise zum Gattungsnamen Hantavirus.
Seit 2013 besteht am Fluss die Gunnam-Hochwasserschutzanlage.